# Gerd Wehner
Gerd Wehner (* 7. Juni 1941 in München; † 28. Januar 2018 in Bamberg) war ein deutscher Historiker.

## Leben
Nach einer Ausbildung zum Verlagskaufmann studierte er von 1971 bis 1977 Politikwissenschaft, Geschichte und Volkswirtschaftslehre an der Ludwig-Maximilians-Universität München und legte die Diplomprüfung als Politologe ab. Dann studierte er bis 1982 Neuere und Neueste Geschichte (Promotion 1982 bei Thomas Nipperdey). Nach der Habilitation 1990 bei Horst Möller an der Otto-Friedrich-Universität Bamberg war er bis 2006 Referent der Hanns-Seidel-Stiftung in München. Er lehrte als außerplanmäßiger Professor am Lehrstuhl für Neuere und Neueste Landesgeschichte unter Einbeziehung der Landesgeschichte in Bamberg.

## Schriften (Auswahl)
- Großbritannien und Polen 1938–1939. Die britische Polen-Politik zwischen München und dem Ausbruch des 2. Weltkrieges. Frankfurt am Main 1983, ISBN 3-8204-7185-5.
- Die Westalliierten und das Grundgesetz 1948–1949. Die Londoner Sechsmächtekonferenz. Freiburg im Breisgau 1994, ISBN 3-7930-9093-0.
- mit Pinchas Lapide: Politikerschelte. Vom geringen Ansehen des Politikers. Arsendorf 1994, ISBN 3-89182-057-7.
- Hg.: Von der ewigen Suche nach dem Frieden. Neue und alte Bedingungen für die Friedenssicherung. München 2000, ISBN 3-88795-209-X.